# Charybdis longicollis
Charybdis longicollis är en kräftdjursart som beskrevs av Leene 1938. Charybdis longicollis ingår i släktet Charybdis och familjen simkrabbor. Inga underarter finns listade i Catalogue of Life.